# Castello della Pieve
Castello della Pieve (o Castel della Pieve) è una frazione del Comune di Mercatello sul Metauro.